# Tino Volkert
Pour les articles homonymes, voir Volkert.
 (octobre 2022).
Tino Volkert né le 22 juillet 1999, est un joueur allemand de hockey sur gazon.

## Carrière
Il a été appelé en équipe première pour concourir à la Ligue professionnelle 2021-2022.

## Palmarès
- : 1er à l'Euro U21 en 2019